# Gounarou
Gounarou est un arrondissement dans l'Alibori dans le nord-est du Bénin. C'est une division administrative sous la juridiction de la commune de Gogounou. Selon le recensement de la population mené par l'Institut national de la statistique et de l'analyse économique le 15 février 2002, l'arrondissement comptait un total de 10 767 habitants.